# Ganaly
Ganaly (en russe : Ганалы) est un village du kraï du Kamchatka en Extrême-Orient russe, du raïon de Ielizovo dans le sud-est du kraï, et chef-lieu de la municipalité du même nom. Sa population s'élevait à 1 habitant en 2021.

## Géographie
Le village de Ganaly se situe dans le kraï du Kamtchatka, un kraï de l'Extrême-Orient russe. Il fait ainsi partie du district fédéral extrême-oriental, et le village se situe dans le raïon de Ielizovo dans le centre du kraï, qui compte en tout 27 localités.
Ganaly, comme tout le kraï du Kamtchatka, est située dans le fuseau horaire MSK+9 (heure du Kamtchatka ). Le décalage horaire appliqué par rapport au temps universel coordonné est +12:00.
Ganaly est située dans le sud-est de la péninsule du Kamtchatka, une péninsule volcanique.